# Sebastian Matzinger

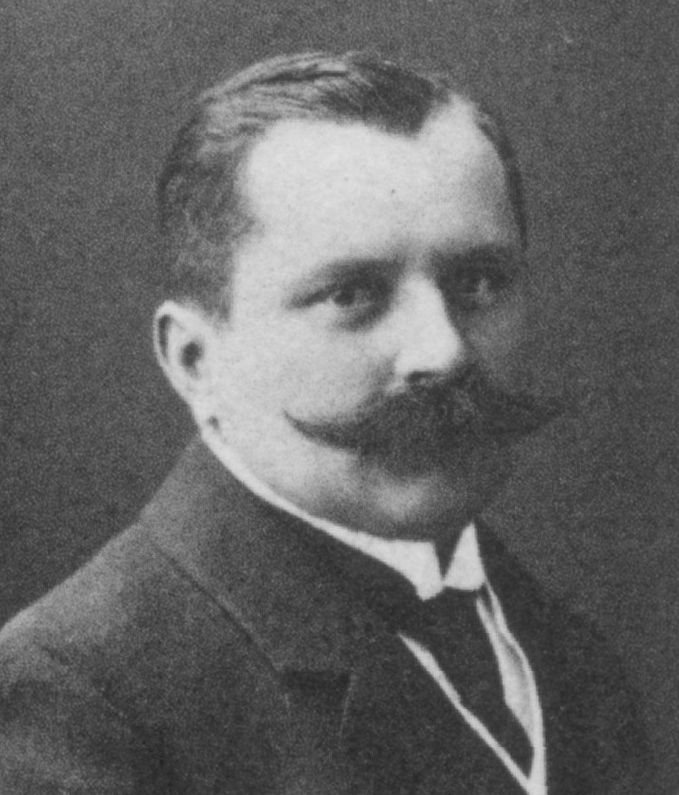
Sebastian Matzinger als Reichstagsabgeordneter 1912

Sebastian Matzinger (* 22. November 1865 in Matzing; † 1935) war Gymnasialprofessor und Mitglied des Deutschen Reichstags.

## Leben
Matzinger besuchte die humanistischen Gymnasien Freising und Straubing und die Universität München. Dort wurde er Mitglied des Philologisch-Historischen Vereins München im Naumburger Kartellverband. Er wirkte als Assistent an den Gymnasien in Speyer, Nürnberg (Altes humanistisches und Real-Gymnasium), als königlicher Gymnasiallehrer in Münnerstadt und München, als königlicher Gymnasialprofessor in Passau (Königlich humanistisches Gymnasium, 1903–09) und München (Wilhelms-Gymnasium) bis 1916.  Ferner war er erster Vorsitzender der Zentralstelle für genossenschaftliche Viehverwertung in Bayern, Vorstandsmitglied des von ihm ins Leben gerufenen Verbandes der katholischen, bürgerlichen Vereine Bayerns. Neben verschiedenen fachwissenschaftlichen Abhandlungen, hauptsächlich auch in wirtschaftspolitischer Richtung war er literarisch tätig. Auch war er langjähriger Schriftleiter des Bayerischen Bauer, des Organs des Niederbayerischen christlichen Bauernvereins.
Von 1912 bis 1918 war er Mitglied des Deutschen Reichstags für den Wahlkreis Niederbayern 3 (Passau, Wegscheid, Wolfstein, Grafenau) und die Deutsche Zentrumspartei. Er war Mitglied der Bayerischen Abgeordnetenkammer von 1905 bis 1918 und des Bayerischen Landtags von 1919 bis 1920.